# Гузари-Боло
Гузари-Боло (тадж. Гузари Боло) — село в Хатлонской области Республики Таджикистан. 
Входит в состав джамоата (сельской общины) им. Носира Хусрава Кубодиёнского района.
Находится на расстоянии 2 км от райцентра и ок. 1 км центра джамоата (расп. в части пгт. Кубодиён).
Население — 5437 чел. (2017).